# Kirchgasse 10 und 12 (Bad Camberg)

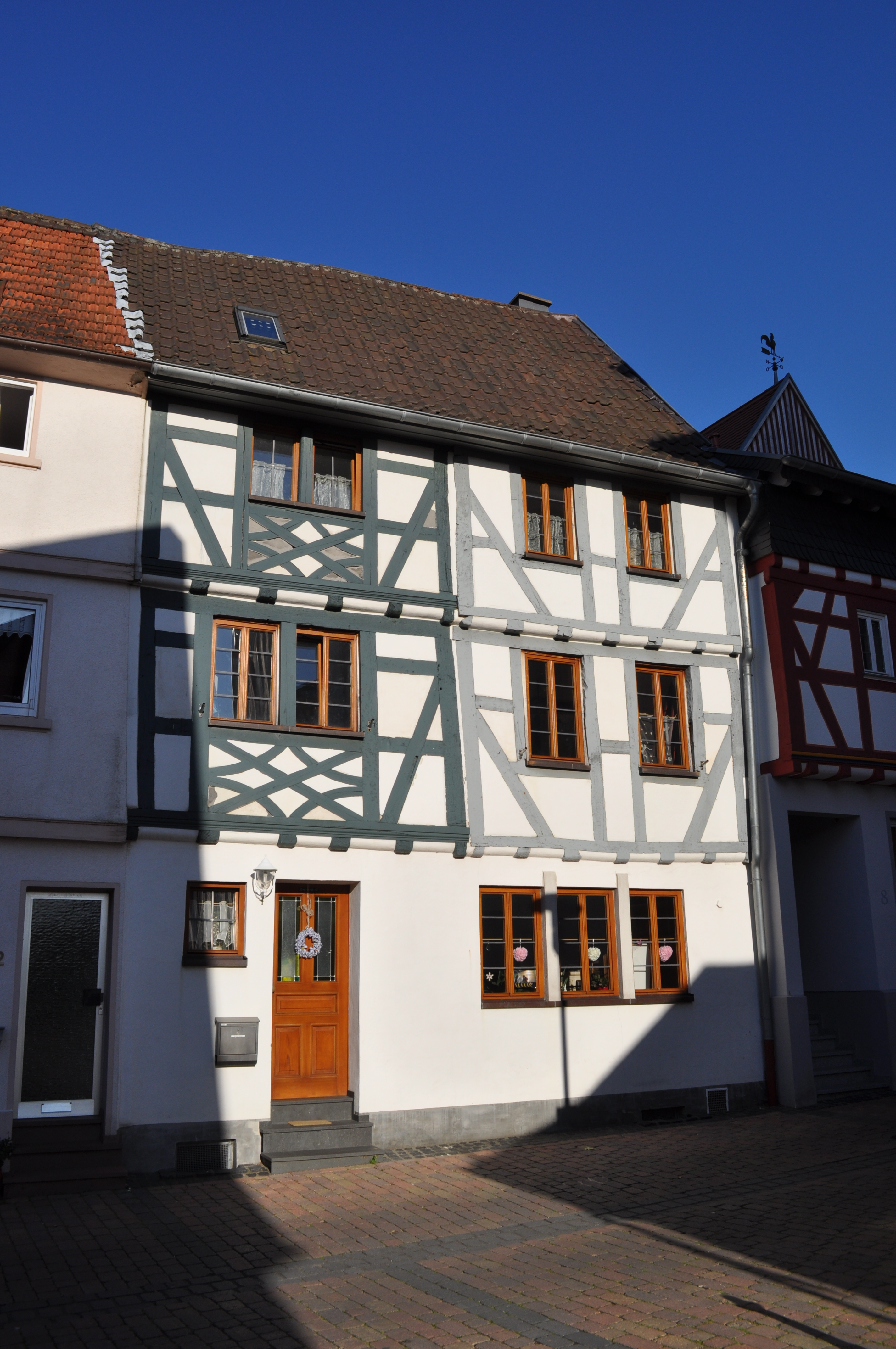
Gebäude Kirchgasse 10 in Bad Camberg, links ist das Haus Nr. 12 angeschnitten

Die Gebäude Kirchgasse 10 und 12 in Bad Camberg, einer Stadt im Süden des mittelhessischen Landkreises Limburg-Weilburg, wurden nach 1700 errichtet. Die Wohnhäuser sind geschützte Kulturdenkmale.
Die beiden Häuser mit einheitlichem Äußeren bilden eine für die Kirchgasse charakteristische Gesamtheit. Die Nr. 10 mit paarweiser Fensteranordnung stellt sich als der ältere, linksseitig erweiterte Bau dar. Bei gleichen Stockhöhen laufen die Überstandsschwellen über die Gesamtfassade.
Das Gebäude Nr. 10, mit Mannfiguren geschmückt, wurde vor 2012 umfassend renoviert.